# Bianca Zapatka
Bianca Zapatka (* 7. Januar 1990 in Bielefeld, Deutschland) ist eine deutsche Kochbuch-Autorin, Foodbloggerin, Influencerin, Food-Stylistin, Food-Fotografin und Rezeptentwicklerin. Durch ihr im Jahr 2019 erschienenes Buch Vegan Foodporn, das zum Bestseller wurde, erlangte sie Bekanntheit in Deutschland, Österreich und der Schweiz. Ihren zweisprachigen Foodblog startete sie 2013. Er zählt zu den größten deutschsprachigen veganen Foodblogs mit veganem Schwerpunkt. Da sie ihren Blog auch auf Englisch führt und zwei ihrer Bücher übersetzt wurden, ist sie ebenso international bekannt.

## Leben
Die Familie von Bianca Zapatka ist polnischer Herkunft. Nach ihrem Abitur absolvierte sie eine kaufmännische Ausbildung und studierte dann Sportwissenschaften an der Universität Paderborn. 2013 machte sie dann ihre B-Trainerlizenz in der BSA-Akademie. Heute entwickelt sie u. a. Kochrezepte für verschiedene Zeitschriften, ihren eigenen Blog und Lebensmittel-Marken. 2022 konnte sie gemeinsam mit dm-drogerie markt ihre eigenen veganen Produkte entwickeln.

## Auszeichnungen
- German Influencer Award 2020 Kategorie: Macro Preisträger[4]

## Kochbücher
- 2019: Vegan Foodporn, riva, München, ISBN 3-7423-1145-X
- 2020: Vegan Foodporn, Lotus Publishing, United Kingdom, ISBN 1-913088-13-8
- 2020: Vegan & Easy, riva, München, ISBN 3-7423-1353-3
- 2020 Vegan & Easy, Lotus Publishing, United Kingdom, ISBN 1-913088-19-7
- 2020: Vegan Soulfood, riva, München, ISBN 3-7423-1436-X
- 2021: Vegan Cakeporn, riva, München, ISBN 3-7423-1648-6
- 2021: Vegan Paradise, BJVV, Hilden, ISBN 978-3-95453-241-4
- 2022: Vegan Food Love, BJVV, Hilden, ISBN 978-3-95453-273-5